# 李和才
李和才（1893年—1985年），云南元江人，中华人民共和国政治人物。

## 簡歷
担任石屏县长、蒙自专区副专员、红河州长。1954年，当选第一届全国人民代表大会代表。